# Erik Messerschmidt

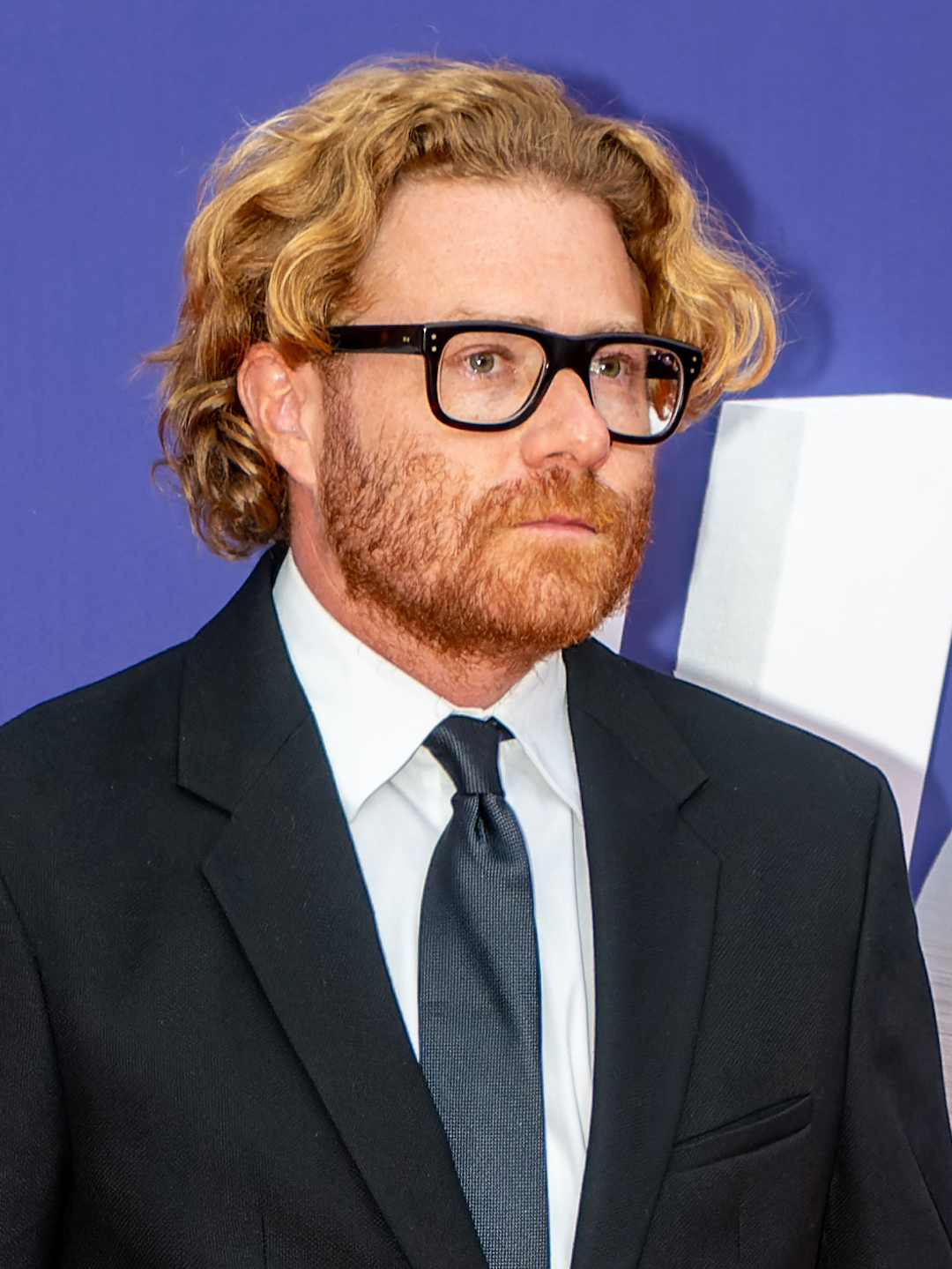
Erik Messerschmidt (2023)

Erik Messerschmidt (* 10. Oktober 1980 in Cape Elizabeth, Maine) ist ein US-amerikanischer Kameramann, der für seine Arbeit am Film Mank mit dem Oscar ausgezeichnet wurde.

## Leben
Erik Messerschmidt wuchs in Cape Elizabeth in der Nähe von Portland in Maine auf. Er studierte Filmproduktion am Emerson College in Boston. Einer seiner Kommilitonen war der spätere Filmemacher Jeremiah Zagar, mit dem er gemeinsam den preisgekrönten Indie-Dokumentarfilm In a Dream realisierte.
Nach seinem Umzug nach Los Angeles war Messerschmidt als Beleuchter in Fernsehserien wie Bones – Die Knochenjägerin, Mad Men und Alle hassen Chris tätig. In dieser Zeit sammelte er auch Erfahrungen als Kameramann und drehte Werbespots, Kurzfilme und Dokumentarfilme. Er wurde nach seiner Zusammenarbeit mit dem Kameramann Jeff Cronenweth von diesem an den Regisseur David Fincher empfohlen. Der setzte Messerschmidt bei seinem Film Gone Girl – Das perfekte Opfer als Oberbeleuchter und später als Kameramann für die meisten Episoden der Fernsehserie Mindhunter ein und drehte auch die Filmbiografie Mank und den Action-Thriller Der Killer mit ihm.
Im Februar 2020 wurde Messerschmidt als Mitglied in die American Society of Cinematographers aufgenommen. Seit Sommer 2021 ist er Mitglied der Academy of Motion Picture Arts and Sciences.

## Filmografie (Auswahl)
- 2017–2019: Mindhunter (Fernsehserie, 16 Episoden)
- 2018: Legion (Fernsehserie, 3 Episoden)
- 2020: Raised by Wolves (Fernsehserie, 3 Episoden)
- 2020: Mank
- 2022: Devotion
- 2023: Ferrari
- 2023: Der Killer (The Killer)

## Auszeichnungen
American Society of Cinematographers Award
- 2021: Auszeichnung für die Beste Kamera (Mank)[6]

British Academy Film Award
- 2021: Nominierung für die Beste Kamera (Mank)[7]

Camerimage
- 2009: Nominierung für den Goldenen Frosch (In a Dream)[8]

Chicago Film Critics Association Award
- 2020: Nominierung für die Beste Kamera (Mank)[9]

Critics’ Choice Movie Award
- 2021: Nominierung für die Beste Kamera (Mank)

Emmy
- 2020: Nominierung in der Kategorie Cinematography for a Single-Camera Series (One Hour) (Mindhunter)[10]

Oscar
- 2021: Auszeichnung für die Beste Kamera (Mank)

Satellite Awards
- 2020: Auszeichnung für die Beste Kamera (Mank)
- 2023: Nominierung für die Beste Kamera (Ferrari)